# Bernard Le Coq
Bernard Le Coq es un actor francés nacido en 1950.

## Biografía
En la película GAL interpreta a un Presidente del Gobierno español no especificado, que, por su acento andaluz y las características del contexto político en que se desenvuelve, podría tratarse muy probablemente de Felipe González.

## Premios
En 2003 gana un César al mejor actor de reparto por la película Acordarse de cosas bellas y es nominado en 1992 por Van Gogh.

## Curiosidades
Adquirió popularidad en España a raíz de ser el protagonista de una serie de anuncios publicitarios de tónica Schweppes.en televisión. 
- Datos: Q346121
- Multimedia: Bernard Le Coq / Q346121